# Козлов, Алексей Павлович
Алексей Павлович Козлов (1853 — 1909) — купец, депутат Государственной думы II созыва от Уфимской губернии.

## Биография
Из крестьян села Никольское Рыбинского уезда Ярославской губернии. Образование получил домашнее. В течение многих лет бессменно состоял председателем педагогического совета Александровского ремесленного училища[где?]. Организовал кружок из его учащихся. В 1894 году способствовал возникновению Общества взаимного вспоможения частному и служебному труду в Уфе. С 1897 года входил в состав комитета по управлению Уфимской городской общественной библиотекой. Гласный городской думы в Уфе, а также Уфимского уездного и губернского земств.
По политическим мотивам арестован и, по одним сведениям, выслан в 1903 году на два года в Ярославль, по другим — в Архангельскую губернию. Вернулся в Уфу в 1905 году. Служил ревизором (страховым агентом) в Санкт-Петербургской компании «Надежда». Причислен к купеческому сословию. Владел землями площадью 3500 десятин, годовой заработок составлял примерно 5 тысяч рублей.
6 февраля 1907 года был избран в Государственную думу II созыва от общего состава выборщиков Уфимского губернского избирательного собрания. Вошёл в состав группы Социалистов-революционеров. Состоял в думской распорядительной и бюджетной комиссиях и комиссии по местному управлению и самоуправлению. Участвовал в прениях по законопроекту «О пособиях художественно-промышленным мастерским».
Детально судьба после разгонa Думы неизвестна, скончался в 1909 году.

### Рекомендуемые источники
- Вестник Уфы. 1909. № 239 от 10 ноября.

### Архивы
- Российский государственный исторический архив. Фонд 1278. Опись 1 (2-й созыв). Дело 200; Дело 555. Лист 5.
- Центральный государственный исторический архив. Республики Башкортостан. Фонд 348. Опись 1. Дело 1. Лист 89.